# Premio SASTRA Ramanujan
Il premio SASTRA Ramanujan, creato dalla SASTRA University a Kumbakonam in India, città natale di Srinivasa Ramanujan viene assegnato ogni anno a un giovane matematico che ha ottenuto risultati notevoli in uno dei campi della matematica dei quali Ramanujan si interessava. L'età limite per il premio è stata posta a 32 (l'età a cui morì Ramanujan), e il valore del premio è di $10,000.

## Vincitori
- 2005 Manjul Bhargava e Kannan Soundararajan
- 2006 Terence Tao
- 2007 Ben Green
- 2008 Akshay Venkatesh
- 2009 Kathrin Bringmann
- 2010 Wei Zhang
- 2011 Roman Holowinsky
- 2012 Zhiwei Yun
- 2013 Peter Scholze[1]
- 2017 Maryna Viazovska